# 孔有德
孔有德（？—1652年8月7日），辽东盖州卫（今辽宁盖州）人，原籍山东，明末清初武将，清朝定南王，順治九年七月初四（癸酉日），桂林之役中兵敗自盡，諡號武壯。

## 身世
孔有德自称为孔子后裔，但张同敞认为孔有德自称孔子后裔是对孔子的侮辱，孔氏族人则在孔有德试图拜谒孔庙孔林时关闭大门禁止其进入，并呵斥孔有德是冒称孔子后裔。

## 生平
明末任参将，礦徒出身，曾是遼東海盜，後投效毛文龍，與尚可喜、耿仲明被稱為“山東三礦徒”。孔有德目不識丁，但弓馬武藝嫻熟，常臨陣先登，驍猛勁健，勇冠三軍。

### 吳橋兵變
崇禎四年（1631年）八月，皇太極率清兵攻大淩河城（今遼寧錦縣），祖大壽圍於城內。孫元化急令孔有德以八百騎趕赴前線增援，然登州遼東兵與山東兵素不和，孔有德抵達吳橋時，因遇大雨春雪，部隊給養不足，士兵搶劫嘩變。孔有德在登州發動吳橋兵變，自号都元帅，孫元化忠於朝廷不願稱王，孔有德放他逃離登州。明朝派兵镇压后，投降后金。

### 叛明助清
崇德元年（1636年），受封恭顺王，出征朝鲜、锦州、松山等地。入关后，随多铎追剿明武裝力量，镇压了江南各地的抗清斗争。顺治三年（1646年）授平南大将军，进攻南明永历政权。順治四年（1650年），會同清軍破桂林，收捕張同敞、瞿式耜、靖江王朱亨歅等，瞿式耜、張同敞在桂林風洞山仙鶴嶺下被殺，靖江王朱亨歅在西門外民房中被縊死。
顺治五年，改封定南王，出征广西。顺治九年，西寧王李定国率東路軍收復湖南大部，並南下廣西，直趨桂林，清定南王孔有德親自率軍前往興安縣嚴關，扼險拒守，明軍以象陣大破清軍，取得嚴關大戰的勝利，史載「象亦突陣，王師大奔，死亡不可勝計，橫屍遍野」。孔有德狼狽奔回桂林，下令緊閉城門，惶惶不可終日。七月初一，孔有德又敗，「兵未交而象陣前列，勁卒山擁，塵沙蔽日，馬聞象鳴皆顛厥，有德眾遂奔，掩殺大敗」。僅孔有德一人逃回，大西軍包圍桂林。七月初四，李定國率領明軍攻破武勝門，清軍抵敵不住，全線潰敗，孔有德額頭中箭，自知必死，「聚其寶玩於一室，手刃愛姬，遂閉戶，自焚死」，明朝降臣原慶國公陳邦傅、清廣西巡按王荃可、署布政使張星光被俘虜（秦王孫可望後將陳邦傅父子赴市曹剝皮，王荃可、張星光處斬），其妻白氏自缢。僅有德之女孔四貞逃脫。明軍取得了桂林大战的勝利。
顾炎武闻讯有诗云：“廿载吴桥贼，于今伏斧砧。国威方一震，兵势已遥临。张楚三军令，尊周四海心。书生筹往略，不觉泪痕深。”

### 身後
顺治帝为孔有德上谥号武壮，因孔有德的屍體被李定國焚骨揚灰，清廷為孔有德建衣冠冢。
孔有德之子孔庭训亦在几年后被李定国下令处斩，朝廷破格予以厚葬。
惟一倖存的女兒孔四貞則被孝莊皇后收為養女。

## 延伸阅读
[在维基数据编辑]
 《清史稿/卷234》，出自趙爾巽《清史稿》